# Pygmésalamander

Pygmésalamander (Desmognathus wrighti) är ett stjärtgroddjur i familjen lunglösa salamandrar och släktet Desmognathus (skymningssalamandrar), som finns i östra USA.

## Utseende
Pygmésalamandern är den minsta arten i släktet, med en längd mellan 3,7 och 5 cm. Karakteristiskt för arten är att huden på den smala nosen och ögonlocken är skrynklig. Den har en rödbrun, men variabel färg, med ett mörkare fiskbensmönster längs ryggen. Som på alla skymningssalamandrar finns ett ljust streck mellan munnen och ögat. Undersidan kan vara opigmenterad men det förekommer också att den har samma färg som ovansidan.

## Utbredning
Arten finns i södra Appalacherna från sydvästra Virginia till östra Tennessee och sydöstra North Carolina i USA.

## Vanor
Pygmésalamandern finns framför allt i barrskog men även i mindre utsträckning i lövskog på höjder mellan 760 och 2 080 m. Den tenderar att föredra gammalskog framför ungskog. Vanligen gömmer den sig under löv, mossa, stenar och barken på stubbar, men kan också klättra upp till 2 m i träd i fuktig väderlek. Arten är i hög grad landlevande. Födan består framför allt av små leddjur, som hoppstjärtar, kvalster, klokrypare, parasitsteklar, små skalbaggar, tripsar och små flugor. Det är en nattaktiv art. Till hösten gräver den ner sig i fuktig mark för att ligga i dvala under vintern.

### Fortplantning
Relativt litet är känt om artens fortplantning. Parningen sker på land och inleds med att hanen griper honan med käkarna och kan hålla henne så i flera timmar, innan det fortsatta parningsspelet fortsätter. Äggen läggs i fuktig jord, och ungarna har inget egentligt larvstadium eller någon förvandling, utan kläcks som landlevande kopior av föräldrarna, utan gälar. Könsmognaden inträder vid omkring 3,5 års ålder för hanarna och 4,5 års ålder för honorna. Honorna brukar dock inte lägga ägg före 5 års ålder. Under parningstiden bildar hanarna revir, som de försvarar frenetiskt mot andra hanar.

## Status
Pygmésalamandern betraktas som livskraftig ("LC"), och beståndet är stabilt och minskar inte. Skogsavverkning och turistnäring i känsliga miljöer anses emellertid som risker.